# (1703) Barry
(1703) Barry – planetoida z grupy pasa głównego asteroid okrążająca Słońce w ciągu 3 lat i 109 dni w średniej odległości 2,21 au. Została odkryta 2 września 1930 roku w Landessternwarte Heidelberg-Königstuhl w Heidelbergu przez Maxa Wolfa. Nazwa planetoidy pochodzi od Rogera Barry’ego (1752–1813) – astronoma z obserwatorium w Mannheim. Przed nadaniem nazwy planetoida nosiła oznaczenie tymczasowe (1703) 1930 RB.